# Quintette pour piano et instruments à vent de Rubinstein

Le Quintette pour piano et instruments à vent en fa majeur opus 55 est un quintette pour piano, flûte, clarinette, basson, cor d'Anton Rubinstein. Composé en 1855 et héritier direct du quintette opus 16 de Beethoven, il est publié chez J. Schuberth.

## Structure
Le quintette comporte quatre mouvements:
1. Allegro non troppo
2. Scherzo
3. Andante con moto
4. Allegro appassionato

- Duré d'exécution : trente huit minutes.